# 聖刺鯿
聖刺鯿（学名：Mirogrex terraesanctae）為輻鰭魚綱鯉形目雅羅魚科的其中一種，分布於亞洲以色列太巴列湖及敘利亞穆扎里布湖流域，為特有種，體長可達25公分，群居性 ，繁殖期在11月至隔年3月，雌魚會在岩石上產卵，屬肉食性，以浮游性動物為食，為經濟性魚類。

## 扩展阅读
維基物種上的相關：聖刺鯿
1. ↑  Goren, M. . The IUCN Red List of Threatened Species. 2014: e.T60341A19848846  [9 January 2018]. doi:10.2305/IUCN.UK.2014-1.RLTS.T60341A19848846.en .
2. ↑  Froese, R. & Pauly, D. (eds.) (2014). Mirogrex terraesanctae. FishBase. Version 2014-05.